# Famille sommable
La notion de famille sommable vise à étendre les calculs de sommes au cas d'un nombre infini de termes. Contrairement à la notion de série, on ne suppose pas que les termes sont donnés sous forme d'une suite ordonnée mais d'une famille indexée par un ensemble quelconque. Il s'agit donc de pouvoir en définir la somme de façon globale, sans préciser l'ordre dans lequel on procède. De ce fait la sommabilité est plus exigeante que la convergence de série, et a des propriétés supplémentaires.
La sommabilité donne notamment un cadre utile pour l'étude des séries doubles.

## Exemple préliminaire
La série harmonique alternée, de terme général (–1)n/n pour n entier strictement positif, converge vers –ln(2), tandis que celle obtenue en réordonnant les termes de la suite de façon à sommer deux fois plus vite les termes pairs que les impairs converge vers –ln(2)/2.
On souhaite introduire une définition de la somme qui exclut ce genre de situation, et qui assure que la sommation donne le même résultat quel que soit l'ordre choisi.

## Définition
Pour parler d'une famille sommable il faut déjà une somme, c'est-à-dire une opération de groupe commutatif. Ensuite, comme le nombre de termes dans la famille est infini, la somme va se définir comme limite de sommes finies ; il faut donc avoir une topologie pour parler de limite. Le cadre le plus général pour les familles sommables est donc un groupe topologique commutatif. Dans la suite de cet article, on se restreint au cadre plus usuel d'un ℝ-espace vectoriel normé.
Définition — 
On considère un espace vectoriel réel E muni d'une norme ║∙║. Soit (ui)i∈I une famille de vecteurs de E. Cette famille est dite sommable lorsqu'il existe un vecteur S de E tel que
Autrement dit, Jε contient déjà tous les termes importants dans la somme vers le vecteur S ; rajouter un nombre fini quelconque de termes à Jε ne modifie plus la valeur de la somme, à ε près. La sommabilité des familles de vecteurs ressemble à un passage à la limite sur des ensembles finis de plus en plus gros. (Il s'agit en fait d'une limite suivant un filtre, ou de limite d'une suite généralisée.)

## Propriétés
- Bien sûr, si la famille admet seulement un nombre fini de valeurs non nulles (famille presque nulle), elle est sommable et l'on retrouve la valeur usuelle de la somme.
- Il n'y a aucun ordre sur les indices dans la définition de la sommabilité. Ainsi, si σ est une permutation de l'ensemble I, alors les familles (ui)i∈I et (uσ(i))i∈I sont de même nature, et si elles sont sommables, ont la même somme. Cette propriété est la généralisation de la commutativité des sommes finies.
- Si la famille est sommable alors pour tout ε > 0, {\displaystyle \left\{i\in I\mid \Vert u_{i}\Vert >2\varepsilon \right\}} est fini car inclus dans Jε. Il en résulte que l'ensemble des indices des vecteurs non nuls est au plus dénombrable, comme réunion dénombrable d'ensembles finis :{\displaystyle \{i\in I\mid u_{i}\neq 0\}=\bigcup _{n\in \mathbb {N} ^{*}}\left\{i\in I\left|\Vert u_{i}\Vert >{\frac {1}{n}}\right.\right\}.}La théorie des familles sommables se ramène donc à celle des séries. Plus précisément :

Théorème — Une famille de vecteurs est sommable si et seulement si l'ensemble des indices de ses termes non nuls est au plus dénombrable et si les termes correspondants forment une série commutativement convergente. La somme de toute permutée de la série est alors égale à celle de la famille.
- Si une famille (ui)i∈I est sommable, l'ensemble {\displaystyle \left\{\left.\sum _{i\in J}u_{i}\right|J{\text{ fini }}\subset I\right\}} de ses sommes finies est borné.
- L'ensemble des familles sommables dans E indexées par un même ensemble I constitue un sous-espace vectoriel de EI et l'application qui à une famille associe sa somme est linéaire.
- Une famille à valeurs dans un produit fini d'espaces vectoriels normés est sommable si et seulement si chacune de ses composantes l'est, et les composantes de la somme sont alors les sommes des composantes.

## Exemples

### Cas des réels positifs
Une famille de réels positifs est sommable si (et seulement si) l'ensemble de ses sommes finies est majoré, la somme de la famille étant alors simplement la borne supérieure dans ℝ de cet ensemble.
Par conséquent :
- une famille de réels positifs est sommable si et seulement si l'ensemble des indices de ses termes non nuls est au plus dénombrable et si « la » série correspondante converge ;
- la somme de deux familles de réels positifs (indexées par un même ensemble I) est sommable si et seulement si chacune d'elles l'est.

### Cas de ℝn
À toute famille u de réels, on peut associer ses parties positive u+ et négative u– : la valeur absolue |u| est la somme de ces deux familles de réels positifs et u est leur différence. Ainsi, si |u| est sommable alors u+ et u– le sont, donc — par linéarité — u est sommable.
La réciproque est vraie aussi, d'après le théorème de réarrangement de Riemann, qui assure que toute série de réels commutativement convergente est absolument convergente. Cette équivalence s'étend par produit fini à ℝn. On peut donc ramener l'étude d'une famille de vecteurs de ℝn muni d'une norme arbitraire à celle de n familles de réels ou d'une famille de réels positifs :
Théorème — Une famille (ui)i∈I de vecteurs de ℝn est sommable si et seulement si ses n composantes le sont, ce qui est équivalent à la sommabilité de la famille des normes (║ui║)i∈I.
De plus, de même que dans ℝ+, on a encore dans ℝ (donc aussi dans ℝn) : une famille est sommable si et seulement si l'ensemble de ses sommes finies est borné.

### Cas particulier des complexes
Dans ℂ ≃ ℝ2, les composantes sont les parties réelle et imaginaire et la norme préférée est le module.
- Soit α réel. La famille (1/(p2 + q2)α), où (p, q) décrit l'ensemble des couples non nuls d'entiers relatifs, est sommable si et seulement si α > 1.
- Plus généralement, pour tout entier N strictement positif, la famille (1/(p12 + … + pN2)α), où (p1, …, pN) décrit l'ensemble des N-uplets non nuls d'entiers relatifs, est sommable si et seulement si α > N/2 (par comparaison série-intégrale). Si α est complexe, la condition de sommabilité est donc Re(α) > N/2.
- Soit n un entier et z1, …, zn des complexes de modules strictement inférieurs à 1, alors la famille (z1k1, …, znkn), où chaque exposant ki décrit ℕ, est sommable (comme produit de séries géométriques).

## Associativité
La linéarité ci-dessus admet comme cas particulier la généralisation suivante de l'associativité des sommes finies : si deux familles v et w sont sommables alors leur réunion disjointe u l'est aussi, et la somme de u s'obtient en additionnant celles de v et de w.
Dans un espace vectoriel normé non complet, la réciproque est fausse. En effet, on sait que dans un tel espace, il existe des suites (vn)n∈ℕ telles que la somme des normes ║vn║ soit finie mais que la série vectorielle ne converge pas. La famille u constituée d'une telle suite v et de son opposée est alors sommable (de somme nulle) mais la sous-famille v de u ne l'est pas.
Il faut donc ajouter l'hypothèse de sommabilité des sous-familles. Moyennant quoi, on a même une réciproque plus générale, puisqu'elle s'applique aussi bien à une partition infinie :

Soit (It)t∈T une partition de I. Si la famille (ui)i∈I est sommable de somme S et si chaque sous-famille (ui)i∈It est sommable de somme St, alors la famille (St)t∈T est sommable, de somme S.
La généralisation analogue du sens direct est trivialement fausse dans ℝ mais vraie dans ℝ+, c'est-à-dire que si chaque (ui)i∈It est une famille de réels positifs de somme finie St et si (St)t∈T est sommable alors (ui)i∈I l'est.

## Familles sommables dans un espace de Banach

### Critère de Cauchy dans les espaces de Banach
Le critère de Cauchy est en général une condition nécessaire de sommabilité, mais dans le cadre des espaces de Banach, il fournit une condition nécessaire et suffisante d'où découlent les propriétés remarquables associées à la sommabilité.
Une famille (ui)i∈I satisfait le critère de Cauchy lorsque
En termes imagés, Jε contient presque toute la somme puisqu'avec ce qui est ailleurs on ne parvient pas à dépasser ε.
Une famille est de Cauchy si et seulement si l'ensemble des indices de ses termes non nuls est au plus dénombrable et si « la » série correspondante, ainsi que toutes ses permutées, vérifie le critère de Cauchy usuel.
Par conséquent, toute famille sommable vérifie le critère de Cauchy et lorsque E est complet, la réciproque est vraie. (Ceci montre que dans un espace de Banach, toute sous-famille d'une famille sommable est sommable.)
Exemple : dans l'espace ℓp(I) où I est un ensemble quelconque, pour toute famille (λi)i∈I de scalaires de puissance p-ième sommable, la famille (λiδi)i∈I est sommable, puisqu'elle vérifie le critère de Cauchy et que l'espace est complet.

### Absolue sommabilité
La famille (ui)i∈I est dite absolument sommable — ou normalement sommable — si la famille de réels positifs (║ui║)i∈I est sommable, autrement dit si l'ensemble des indices i des ui non nuls est au plus dénombrable et si « la » série correspondante est absolument convergente.
On déduit le corollaire suivant du critère de Cauchy, ou simplement du corollaire analogue pour les séries :
Corollaire — Dans un espace de Banach, toute famille absolument sommable est sommable, et vérifie l'inégalité triangulaire étendue
Dans ℝn, on a déjà vu que réciproquement, toute famille sommable est absolument sommable. Dans tout espace vectoriel normé de dimension infinie, cette réciproque est fausse.
Contre-exemple : dans l'espace de Hilbert ℓ2(ℕ*) muni de sa base hilbertienne canonique (δn)n∈ℕ*, la suite (δn/n)n∈ℕ* est sommable (d'après le critère de Cauchy, puisque (1/n)n∈ℕ* est de carré sommable), mais pas absolument (puisque la série des normes est la série harmonique).

### Sommabilité et forme linéaire
Soient F un second espace vectoriel normé et λ une application linéaire continue de E dans F. Pour toute famille sommable (ui)i∈I de vecteurs de E, la famille (λ(ui))i∈I est sommable dans F, de somme
{\displaystyle \sum _{i\in I}\lambda (u_{i})=\lambda \left(\sum _{i\in I}u_{i}\right).}
À partir de cette propriété, on peut développer la notion de sommabilité faible. Une famille de vecteurs (ui)i∈I est dite faiblement sommable lorsque pour toute forme linéaire continue λ sur E, la famille de scalaires (λ(ui))i∈I est sommable. La propriété précédente entraîne que toute famille sommable est faiblement sommable. Plus précisément, le critère de Cauchy est vérifié par une famille (ui)i∈I de vecteurs de E si et seulement s'il est vérifié par les familles de scalaires (λ(ui))i∈I, uniformément par rapport à λ parcourant la boule unité du dual topologique E' de E.
Il n'existe pas toujours, pour une famille faiblement sommable, un vecteur S de E tel que les λ(S) soient les sommes des (λ(ui))i∈I, mais s'il en existe un alors il est unique (car E' sépare les points de E).

### Produit dans les algèbres de Banach
Dans une algèbre de Banach, si (ui)i∈I et (vj)j∈J sont deux familles absolument sommables, alors la famille produit (uivj)(i,j)∈I×J est absolument sommable et l'on a :
Cette propriété peut se réinterpréter à l'aide des séries doubles.